# Gastronomía de Chiloé
La gastronomía de Chiloé, archipiélago del sur de Chile, es una cocina con características particulares dentro de la cocina chilena.
Se originó de la fusión de platos e ingredientes de la cocina mapuche con la cocina española y posteriormente ha recibido influencias de la cocina chilena y argentina, a las que también ha contribuido con varias recetas. Uno de sus rasgos sobresalientes es el amplio uso de la papa como ingrediente principal de casi todos sus platos, las que se preparan ralladas y mezcladas con harina o con papas molidas y para cada plato existe una variedad idónea por su sabor o consistencia.
Además se usan los mariscos y pescados que habitan el mar interior y la carne de los chanchos, corderos y vacunos que se crían en el campo. Las variedades de manzanas, procedentes de Asturias y Galicia, son pequeñas y usualmente muy dulces y ácidas; se usan para hacer chicha de manzana, empanadas, mazamorra y mermeladas.
Debido a su proximidad geográfica e historia común con la provincia de Chiloé, esta cocina es también tradicional en las zonas costeras de las actuales provincias de Llanquihue y Palena. Las posteriores migraciones de chilotes desde mediados del siglo XIX también llevaron estas preparaciones a las regiones de Aysén y Magallanes, en la Patagonia chilena.

## Preparaciones

### Platos

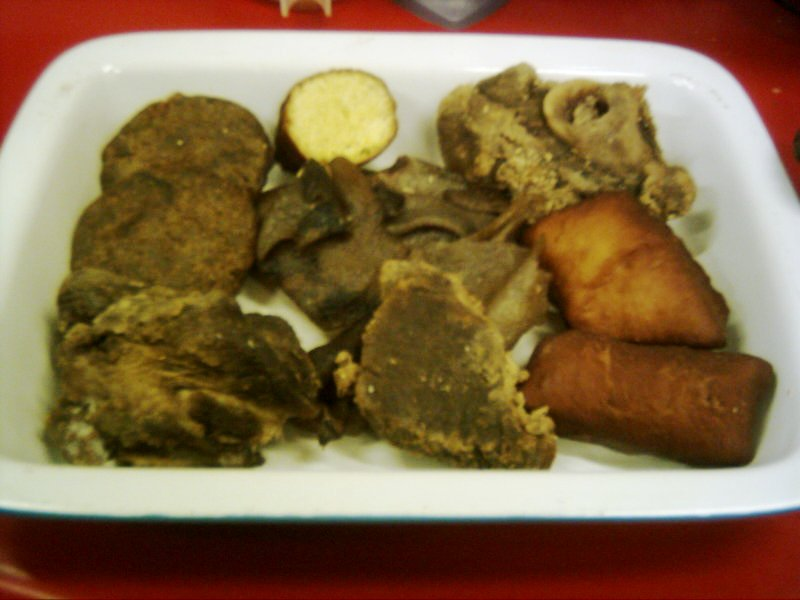
Lloco o yoco.

- Cancato: consiste en una preparación de pescado asado, que tradicionalmente consistía en abrir la carne del pescado con varillas sobre las brasas.[3] Actualmente se da este nombre a una preparación que, independiente de su cocción, lleva distintos aderezos en el interior o sobre la carne del pescado.[3]
- Cazuela chilota: hay dos platos con este nombre y ambos difieren sustancialmente de la cazuela chilena. Uno de ellos consiste en un caldo espeso de cholgas secas, papas y repollos, que puede tener además piures y otras verduras. El otro es una sopa con trozos de carne o vísceras de cordero, arvejas, luche y papas.
- Curanto: se prepara cavando un hoyo en la tierra en el cual se colocan piedras calientes, luego se le colocan los ingredientes tales como mariscos (almejas, cholgas, choritos, picorocos y, en algunas zonas, además, el piure), carnes (chancho, chorizos, pollo), papas, chapaleles y milcaos.[4] Cada capa de alimentos se cubre con pangues (hojas de nalca). Finalmente se tapa todo con tepes o plástico para que se cocine al vapor aproximadamente una hora y media.[5]
- Lloco o yoco: es el plato que se prepara durante el reitimiento o matanza del chancho. Consiste en carne cocida en la manteca, papas, sopaipillas, roscas y prietas. El nombre lloco alude originalmente a cualquier comida que se le lleva a alguien que no pudo asistir a una celebración,[4] y da origen a la expresión "lloquear".[5]
- Pulmay: Muy parecido al curante en hoyo, con la diferencia que este es cocido en olla. Más común en contexto de domesticos en los cuales no se puede hacer un hoyo en la tierra.

### Panes de papa

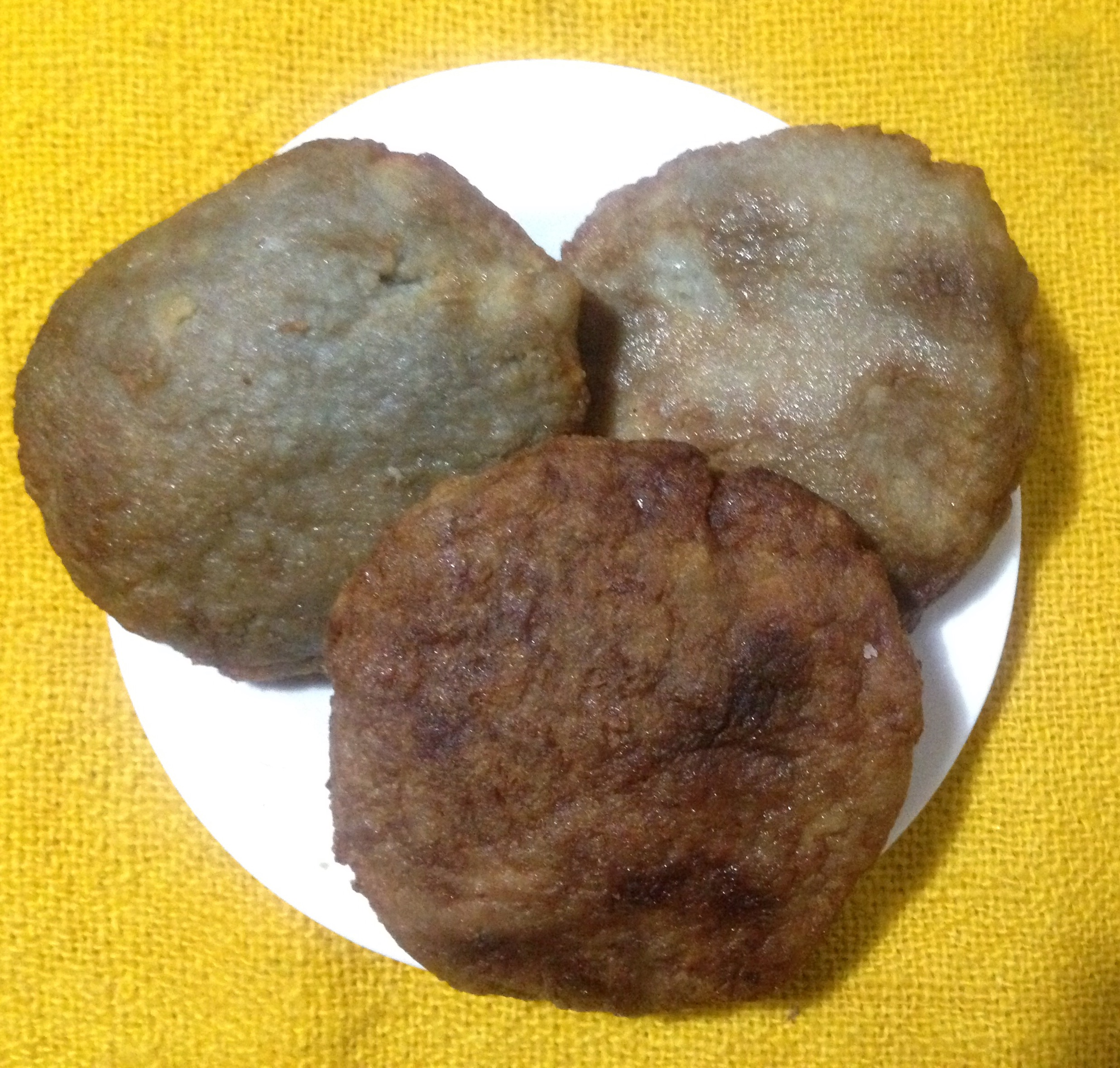
Milcaos fritos

- Chapaleles: se preparan con una masa hecha con harina y papas que se cuece en agua o en el curanto.[6] La variante al horno recibe el nombre de tortilla de papa o cema.
- Chochoca: la preparación puede ser a partir de la misma masa que se usa para el milcao, o bien de la masa utilizada para la tortilla de papa. Se cuece asándola adherida a un madero cilíndrico. La cocción de la chochoca se hace tal como si se tratara de un asado al palo.[6] A la masa suele agregársele chicharrones.
- Milcaos: se hacen con papas ralladas que son estrujadas hasta dejarlas secas, estas se unen a una cantidad de papas cocidas y molidas, formando una masa a la que le pone manteca y sal. Generalmente se le agregan chicharrones de chancho. Se forma con las manos un disco semejante a un pan y se cocina en el curanto, frito, al horno o en el agua.[5]

### Postres

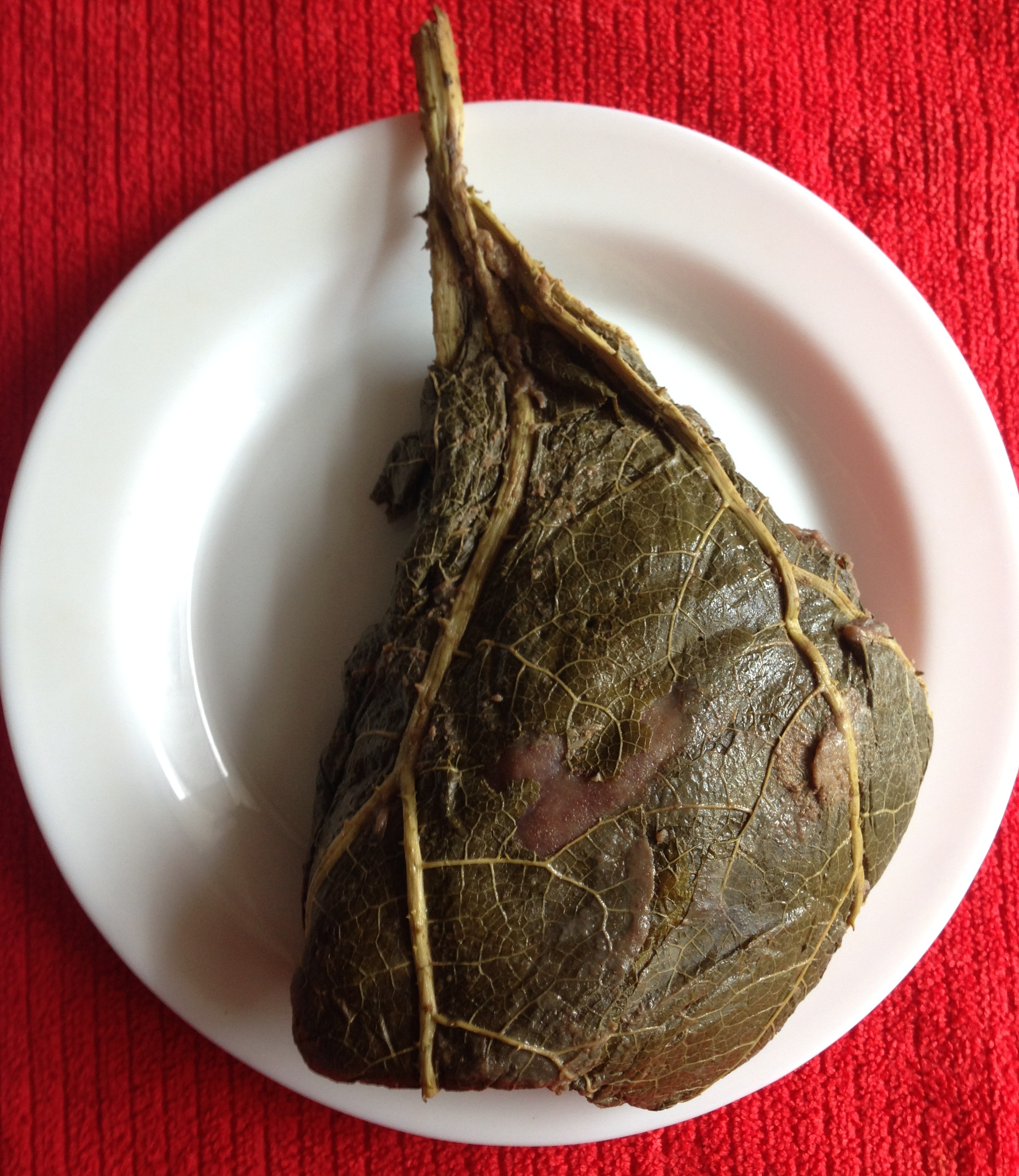
Mella de papa envuelta en un pangue.

- Chopom o chopón: consiste en una bola de chuño de papa humedecida, que luego se cuece sobre un brasero o estufa y que se va separando por capas. Estas capas se suelen acompañar de miel o mermelada. Se prepara tradicionalmente para la noche de San Juan.[6]
- Huminta: También conocido como chapalele o chapalele dulce, es una preparación de harina de trigo, agua, y en ocasiones papa cocida, a la que se da una forma aplanada de rombo para luego ser hervida hasta que flota. Se sirve caliente acompañado con miel o azúcar.
- Mazamorra: esta se realiza sobre la base de manzanas o grosellas hervidas en agua y molidas o de sidra, a las que se agrega una mezcla de harina de trigo, o chuño de papa, y azúcar.[1] En algunos casos, en lugar de harina, se coloca trigo tostado, molido en piedras de mano.
- Mella de papa: se prepara con papas pilcahues (que permanecen desde el año anterior en el suelo y por ello son dulces) ralladas y mezcladas con harina de trigo.[5] Se cocina hervido, al horno o en curanto, en todos los casos envuelto en pangues. Una versión más fácil de encontrar utiliza papas de la temporada mezcladas con harina y azúcar refinada. En la comuna de Calbuco recibe también el nombre de chuañe o chuhuañe, y a su preparación se le pueden agregar pasas o dulce de membrillo.
- Rosca chonchina: Consiste en una rosquilla tradicionalmente asociada a la ciudad de Chonchi, y que se preparan con harina, huevos, manteca o aceite, azúcar y polvo de hornear.

### Bebidas
Chichas

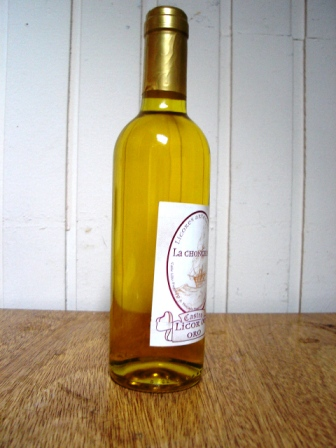
Licor de oro

- Chicha de cauchagüe (o cauchao): jugo fermentado en base de la fruta del árbol de luma.[7] Su color es similar al del vino tinto.
- Chicha de manzana: jugo de manzana fermentado, usualmente a través del proceso de maja[1]

Licores
- Licor de oro: preparado a base de aguardiente, suero de leche y saborizantes. Es tradicional de la ciudad de Chonchi.[8]
- Mistela de apio: licor a base de aguardiente, azúcar y apio. También recibe el nombre de apiao.[9]
- Mistela de frambuesa: bebida hecha con aguardiente, azúcar y frambuesa.
- Mistela de murta: aguardiente, azúcar y murta macerada. También recibe el nombre de murtado o, en otras zonas del país, "enmutillado".'
- Rompón: bebida elaborada a partir de aguardiente, leche, huevos y esencias.[10]

## Ingredientes básicos

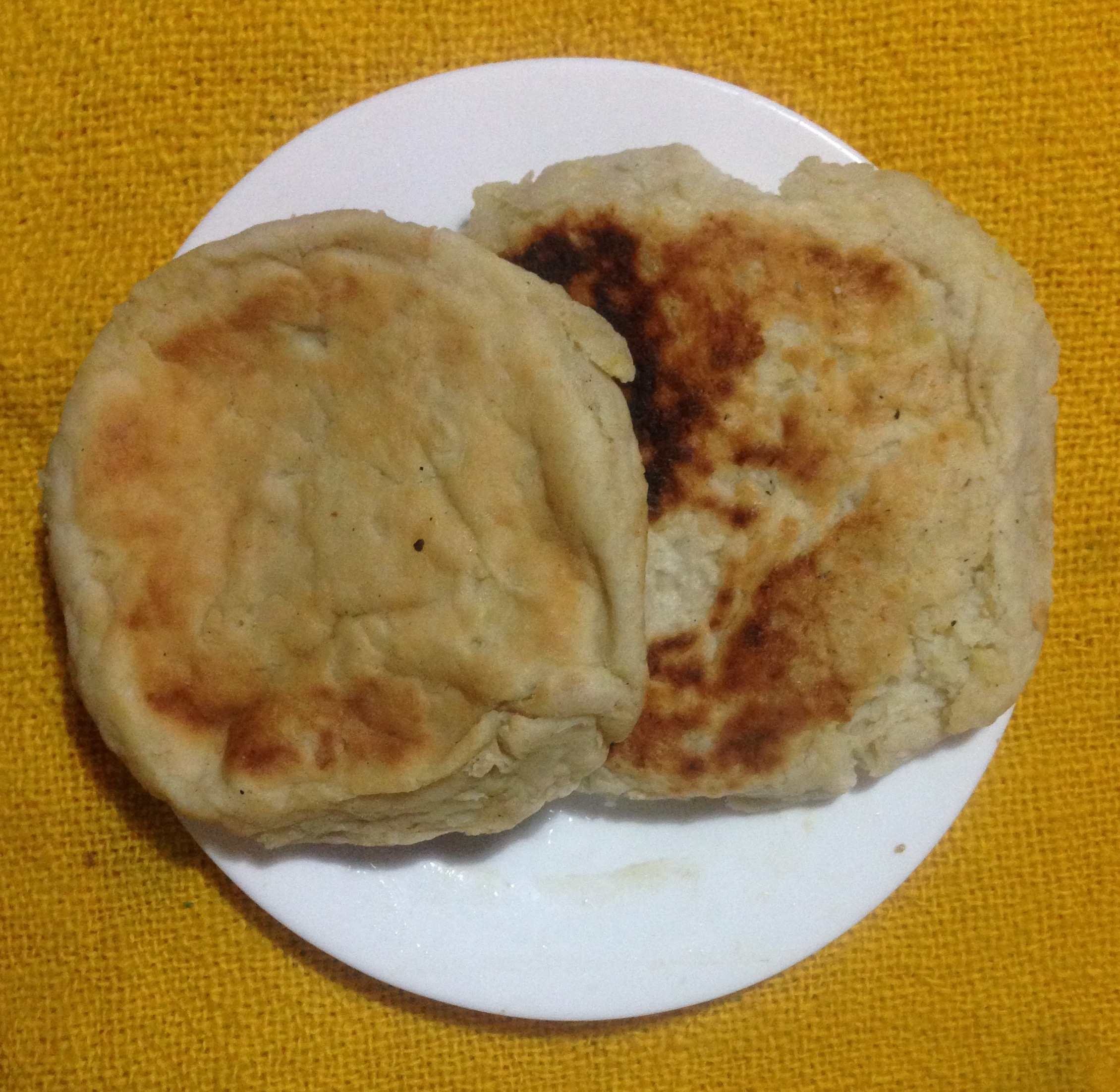
Tortillas de papa de Chiloé

### Carnes, productos del mar y papas
En la gastronomía chilota las carnes, los productos del mar y las papas constituyen la dieta esencial de la isla, trilogía dietética que viene de los antepasados forman parte del comer cotidiano de los chilotes en general. Pero carnes (como cerdos, pollos y vacunos) y mariscos, todo es acompañado de papas en las cazuelas y en los asados. Chiloé es la cuna de unas 300 variedades de papas nativas, colectivamente conocidas como papas chilotas, todas pertenecientes a la subespecie Solanum tuberosum ssp. tuberosum de las más conocidas se pueden mencionar "Camota", "Cabritas", "Cacho negra", y "Michuñe blanca".

### Conservación de alimentos
En el archipiélago las formas tradicionales de conservar alimentos son:
- Ahumados - Como algas, mariscos, cerdo, papas y pescados.
- En grasa - Es decir mediante inmersión en grasas animales como el chicharrón.
- Salazón - Es decir mediante secado por sal, uno de los ejemplos más claros son el cerdo y el salmón, generalmente combinado con el ahumado.
- Curanteado - Cocción sobre piedras calientes en un hoyo cubierto de pangues y tepes. Usado para la conservación de algas y mariscos.

## Patrimonio cultural
El Centro de Educación y Tecnología de Chile, ha iniciado la formación de un banco de papas chilotas en su sede de Notuco, comuna de Chonchi. Este banco tiene en la actualidad alrededor de 200 accesiones de cultivares chilotes y un programa de trabajo con diversas comunidades de campesinos e indígenas chilotes destinado a salvaguardar este recurso, basándose en la comprensión y en la participación local en este proceso.
El año 2006, el Instituto de Investigaciones Agropecuaria crea el centro experimental INIA Butalcura en la comuna de Dalcahue, con la misión de preservar y fortalecer la producción de alimentos agropecuarios tradicionales de Chiloé.
El año 2011, Chiloé fue declarado sitio SIPAM (Sistemas Importantes del Patrimonio Agrícola Mundial), por la Organización de las Naciones Unidas para la Alimentación y la Agricultura (FAO). Este programa promueve la conservación de territorios con características agrícolas y culturales únicas.